# سفيدار مركزي (سبيدار)
سفیدار مرکزي (بالفارسية: سفیدارمرکزی) هي قرية تقع في إيران في قسم سبیدار الريفي. يقدر عدد سكانها بـ 1,912 نسمة .